# Alte Crestawaldbrücke
Die Alte Crestawaldbrücke ist eine gedeckte Brücke in der Schlucht des Hinterrheins bei Sufers im Kanton Graubünden in der Schweiz.
Sie steht rund 260 m unterhalb der Staumauer des Sufnersees und 60 m flussabwärts von der hoch über ihr stehenden Crestawaldbrücke. Heute steht sie im Schatten der Nationalstrasse N 13 und der hoch über ihr verlaufenden Autostrasse A13 und dient nur noch Landwirten, um ihr Vieh auf die andere Talseite zu treiben.
Sie ist 1916 von einer militärischen Einheit gezimmert worden. Die 19,85 m lange hölzerne Brücke ist innen 2,83 breit und 3,02 m hoch. Sie hat Ständerfachwerke als Tragsystem, Holzbohlen als Bodenbelag und ein mit Ziegeln gedecktes Walmdach.
Sie steht unter Denkmalschutz.